# Козлов Володимир Андрійович
Володимир Андрійович Козлов (14 грудня 1948, Хорол, УРСР) — історик, краєзнавець, заслужений вчитель України, відмінник освіти України, Почесний громадянин Хорольського району (2018).

## Життєпис
У 1966 році закінчив зі срібною медаллю Хорольську середню школу № 1. Працював робітником, потім токарем Хорольського механічного заводу. З 1967 року по 1970 рік перебував на військовій службі. В 1975 році закінчив історичний факультет Харківського державного університету. В 1975 році розпочав педагогічну діяльність. З 1975 по 1979 рік працював в Хорольському і Софинському СПТУ, директором Хорольської заочної школи. З 1979 року по 1986 рік директор Хорольської середньої школи. Залишивши посаду директора продовжив працювати в тому ж навчальному закладі на посаді вчителя історії. Будучи вчителем-методистом очолював районне методичне об'єднання вчителів історії та основ правознавства. Голова спілки краєзнавців Хорольщини з 1991 по 2012 рік. Керівник наукового оформлення районного народного краєзнавчого музею у 1995 році, з 2006 по 2009 рік за сумісництвом працював науковим керівником Хорольського районного краєзнавчого музею. 20 років керівник історико-краєзнавчого гуртка «Світоч». Відмінник освіти України. З 2012 року — пенсіонер.

## Роботи
Автор, співавтор і укладач книг: 
- «Історія Хоролу» (2006)
- «Хорольщина» (2007)
- «Історія освіти Хорольщини» (2009)
- «Історія моєї школи: Хорольська ЗОШ I-III ступенів № 1» (2006)
- «Голод 33: Хорольський район Полтавської області» (2008)
- «Звитяжці педагогічної ниви Хорольщини» (2011)
- «Історія Хорольського районного краєзнавчого музею» (2017)
- «Хорольські табори смерті на Полтавщині» (2018) та ін.